# Shatt jezik
Shatt jezik (ISO 639-3: shj), istočnosudanski jezik uže skupine daju, kojim govori oko 15 000 ljudi (1984 R. Stevenson) na brdima Shatt u Sudanu, jugozapadno od Kaduglija. Pripadnici etničke grupe sebe zovu Caning, dok je naziv Shatt dan od Arapa za stanovnike Kordofana.
Zajedno s jezikom logorik [liu] čini istočnu daju podskupinu. Nije isto što i shatt (thuri) [ thu] iz skupine luo.

## Vanjske poveznice
- Ethnologue (14th)
- Ethnologue (15th)